# Cintura nera
La cintura nera è il segno di riconoscimento di un praticante che ha raggiunto, come minimo, il grado di shodan nelle arti marziali giapponesi. Viene impiegata anche in alcune arti marziali coreane come il taekwondo. Si ottiene dopo aver sostenuto e superato gli esami precedenti, oppure, in alcuni stili, per conseguimenti agonistici. Gli esami per la cintura nera sono comunemente più rigorosi rispetto a quelli per i gradi inferiori.
Il conseguimento della cintura nera non rappresenta la fine del proprio percorso di apprendimento tecnico, ma l'inizio di uno studio più rigoroso ed efficace dell'arte marziale; man mano che si prosegue nella pratica, si potranno sostenere gli esami per i dan successivi. Il numero dei dan (generalmente 10) differisce a seconda dell'arte marziale praticata.
In alcune discipline, come ad esempio nel Judo, la cintura nera non rappresenta l'ultima cintura: la seguono la cintura bianco-rossa (che si consegue al raggiungimento del 6º dan), la rossa (al 9º dan) e la bianca doppia (la quale è stata riconosciuta solo al fondatore).

## Origine
L'uso sistematico del colore della cintura per rimarcare il grado fu usato per la prima volta da Kanō Jigorō, il fondatore del judo, che per primo ha ideato il sistema della cintura colorata usando obi (fascia), assegnando le prime cinture nere per indicare il grado di Dan nel 1880. Precedentemente, gli istruttore del giapponese Koryū tendevano a rilasciare certificazioni. Inizialmente, l'ampia obi, veniva utilizzata; dai praticanti che si allenavano in kimono, solo bianca e nera venivano utilizzate. Questo sistema non fu usato fino ai primi del 1900, dopo l'introduzione del jūdōgi, con il quale fu creato un sistema di cinture colorate per l'attribuzione del grado. Successivamente altre arti marziali adottarono l'usanza o una variante di esso, (e.g., utilizzando fasce colorate) per indicare il grado. Questo includeva quelle arti marziali che tradizionalmente non avevano una formale struttura di gradi. Questo tipo di gerarchia è meno comune in quelle arti che non rivendicano un'origine orientale, anche se vengono utilizzate nel Programma di arti marziali del Corpo dei marine.

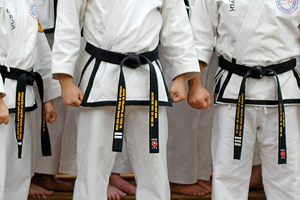
Alcune scuole di arti marziali usano ricamare delle barrette che servono a differenziare i gradi delle cinture nere, come mostrato da queste cinture nere 1º, 2º e 3º dan di taekwondo.